# Bahnhof City Thameslink
| \| \| \| Farringdon \| \| \| \| \| \| \| \| \| \| Anfang des Snow-Hill-Tunnel \| \| \| \| \| \| \| \| \| \| Snow Hill/Holborn Viaduct Low Level \| \| \| \| \| City Thameslink und Holborn Viaduct \| \| \| \| \| ursprüngliches Ende des Snow-Hill-Tunnels \| \| \| \| \| \| \| \| \| \| heutiges Ende des Tunnels \| \| \| \| \| Ludgate Hill \| \| \| \| \| Blackfriars \| \| |  |                                           |                                           |
| Bahnhof · U-Bahn-Bahnhof |  | Farringdon                                | Farringdon                                |
| Abzweig geradeaus und ehemals nach links · U-Bahn-Strecke nach links |  |                                           |                                           |
| Wechsel des Eisenbahninfrastrukturunternehmens |  | Anfang des Snow-Hill-Tunnel               | Anfang des Snow-Hill-Tunnel               |
| Abzweig geradeaus und ehemals von links |  |                                           |                                           |
| ehemaliger Haltepunkt / Haltestelle |  | Snow Hill/Holborn Viaduct Low Level       | Snow Hill/Holborn Viaduct Low Level       |
| Bahnhof · Kopfbahnhof Streckenanfang (Strecke außer Betrieb) |  | City Thameslink und Holborn Viaduct       | City Thameslink und Holborn Viaduct       |
| Wechsel des Eisenbahninfrastrukturunternehmens · Strecke (außer Betrieb) |  | ursprüngliches Ende des Snow-Hill-Tunnels | ursprüngliches Ende des Snow-Hill-Tunnels |
| Abzweig geradeaus und ehemals von links · Strecke nach rechts (außer Betrieb) |  |                                           |                                           |
| Wechsel des Eisenbahninfrastrukturunternehmens |  | heutiges Ende des Tunnels                 | heutiges Ende des Tunnels                 |
| ehemaliger Haltepunkt / Haltestelle |  | Ludgate Hill                              | Ludgate Hill                              |
| Bahnhof |  | Blackfriars                               | Blackfriars                               |

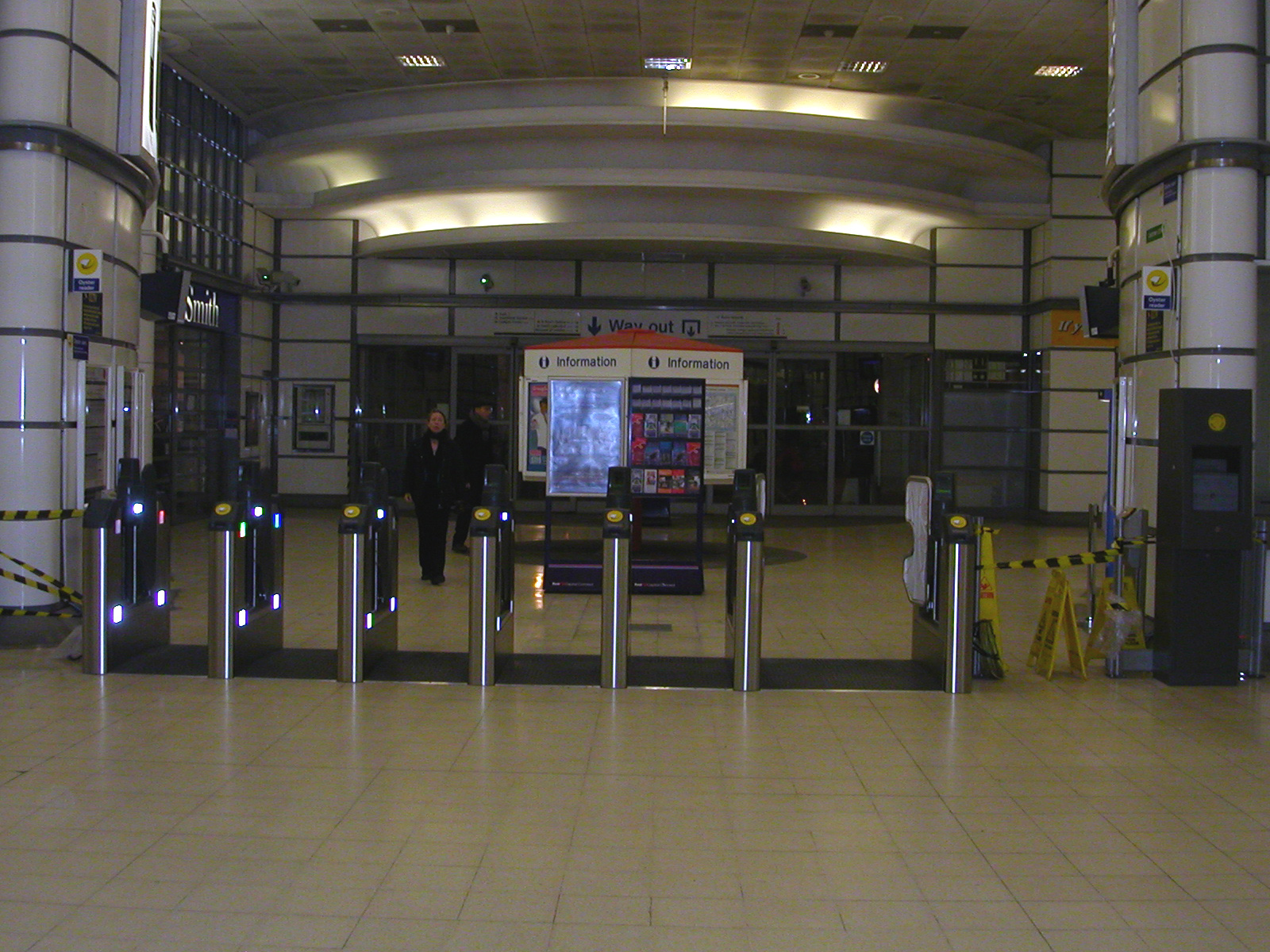
Eingangshalle am Ludgate Hill

City Thameslink ist ein Bahnhof im Stadtzentrum von London. Er liegt am westlichen Rand der City of London in der Travelcard-Tarifzone 1. Im Jahr 2013 wurde er von 5,541 Millionen Fahrgästen genutzt.
Eröffnet wurde der Bahnhof am 29. Mai 1990 unter dem Namen St Paul’s Thameslink. An dieser Stelle hätte die Station Ludgate Circus der Fleet Line (heute Jubilee Line) gebaut werden sollen, diese Pläne gab man jedoch Ende der 1970er Jahre auf. 1991 wurde der Name in City Thameslink geändert, um Verwechslungen mit der nahe gelegenen U-Bahn-Station St. Paul’s zu vermeiden.
City Thameslink ersetzte den in der Nähe gelegenen Kopfbahnhof Holborn Viaduct, der am 26. Januar 1990 geschlossen wurde. Der Bahnhof befindet sich im Snow-Hill-Tunnel, etwas weiter nördlich befindet sich der 1916 geschlossene Bahnhof Snow Hill. Der Zugang zum Bahnhof erfolgt durch Rolltreppen und Aufzüge von den benachbarten Straßen Ludgate Hill (südliches Ende) und Holborn Viaduct (nördliches Ende) aus.
Die Bedienung des Bahnhofs erfolgt durch Züge der Gesellschaft Govia Thameslink Railway, die auf der Thameslink-Strecke verkehren. Während der Hauptverkehrszeit wenden hier auch Züge von Southeastern. An Sonntagen ist der Bahnhof geschlossen.